# Lacumesac
Lacumesac (Laku Mesak) ist ein osttimoresischer Suco im Verwaltungsamt Laclo (Gemeinde Manatuto).

## Geographie
Vor der Gebietsreform 2015 hatte Lacumesac eine Fläche von 131,31 km². Nun sind es 73,88 km². Der Suco liegt im Zentrum des Verwaltungsamts Laclo. Wie ein Schmetterling teilt sich das Territorium des Sucos in zwei Hauptgebiete, die an einer schmalen Stelle miteinander verbunden sind. An der Engstelle liegt Laclo, der Hauptort des Verwaltungsamts, dessen nördliche Ortsteile in den nördlich gelegenen Suco Uma Caduac reichen. Südlich liegt der Suco Uma Naruc und westlich der Suco Hohorai. Im Osten grenzt Lacumesac an das Verwaltungsamt Manatuto mit seinen Sucos Iliheu und Ailili, im Südosten an das Verwaltungsamt Laclubar mit seinem Suco Sananain und im Nordwesten an das zur Gemeinde Dili gehörende Verwaltungsamt Metinaro mit seinem Suco Wenunuc. Das Flusssystem des Nördlichen Laclós prägt den Suco. Der Hauptstrom folgt im Südwesten der Grenze zu Uma Naruc, bis er an der Engstelle Lacumesac durchquert und dann entlang der Grenze zu Uma Caduac nach Iliheu weiterfließt. Einen Teil seines oberen Laufs heißt der Fluss Tihoham. Die Grenze zu Sananain bildet der Nebenfluss Boho, zu Ailili der Sumasse. Weitere Grenzflüsse zu Uma Naruc sind der Lago Coi im Osten und im äußersten Westen der Lohun, in den der südlichste Grenzfluss zu Hohorai mündet, der Kumalus. Der Ort Laclo wird entlang der Sucogrenze durch den Nebenfluss Liloco geteilt. Weitere Grenzflüsse zu Uma Caduac sind  weiter westlich der Ulahu und der Uloha. Aus Hohorai kommen die Flüsse Lihobani, Hutossi, Ueseic und Sarlolao. In Lacumesac entspringen Lunibar, Rumalas, Mutoko und Nunumera. Im Westen entspringen die Flüsse Dejo und Aiscahe und fließen nach Norden nach Wenunuc. Seit 2015 ist über eine dünne Landbrücke Nacaleo (Nacaleun, Nacleu), ein Ortsteil von Laclo mit Lacumesac verbunden. Der Rest des Ortes Lacos bildet eine kleine Exklave südlich.
Von der Stadt Manatuto aus führt eine Überlandstraße quer durch den Suco und durch den Ort Laclo nach Remexio in der Gemeinde Aileu. Vom Ort Laclo liegen die Ortsteile Laclo, Hohorai, Readodoc (Reododok, Leododok) Umanaruk und Umasurat auf dem Gebiet des Sucos Lacumesac. Westlich vom Ort Laclo liegen die Orte Tahagamu (Taha Gamun, Tahagamo) und Sacatin (Sucatin). Im Westteil des Sucos liegt nördlich des Flusses Lihobani das Dorf Hatu Conan (Hatuconan, Hatu Konan, Hatukona, Fatuconan), südlich Bua und Maloroc. Weiter im Süden befinden sich die Dörfer Labubu und Umaheuk. In Laclo befinden sich zwei Grundschulen, die Escola Presecundaria Mantane und ein kommunales Gesundheitszentrum. Hatu Conan verfügt über eine Vorschule und eine medizinische Station. Labubu hat eine Grundschule.
Im Suco befinden sich die fünf Aldeias Hatu Conan, Labubu, Nacaleo, Readodoc und Tahagamu.

## Einwohner
Im Suco leben 2.704 Einwohner (2022), davon sind x Männer und y Frauen. Im Suco gibt es 429 Haushalte. Fast 51 % geben Galoli als ihre Muttersprache an. Etwa 46 % der Einwohner sprechen Mambai, 2 % Tetum Prasa, Minderheiten Idaté oder Dadu'a.

## Geschichte
1752 existierte bereits eine katholische Kirche in Laclo.
Am 4. September griffen FRETILIN-Einheiten infolge des Bürgerkrieges Hatu Conan (Lacumesac) an und nahmen zwölf UDT-Mitglieder gefangen. Neun von ihnen wurden ermordet.
Laclo war 1976 ein Rückzugsgebiet der FALINTIL, die gegen die indonesischen Invasoren kämpfte. Hier gründete sie eine base de apoio, eine Widerstandsbasis, die Zuflucht für Flüchtlinge aus dem damaligen Distrikt Manatuto, Dili und Aileu bot.
1977 wurden hungrige Flüchtlinge, die sich aus den Bergen herab getraut hatten, um ihre Felder abzuernten, von indonesischen Soldaten wieder vertrieben. Die Soldaten brannten die Gärten nieder und erschossen das Vieh.
Im Mai 1978 begannen die Indonesier die Widerstandsbasis Idada in den Hügeln von Hatu Conan zu attackieren. Ab Juli wurden die osttimoresischen Widerstandskämpfer eingekreist und vernichtet. Dabei kamen auch Flugzeuge vom Typ Rockwell OV-10 zum Einsatz, die von den Vereinigten Staaten an Indonesien verkauft worden waren. Gefangene wurden erst zum Bataillonsposten nach Ili-Mano (Suco Uma Caduac), dann nach Metinaro gebracht, wo später das Gefangenenlager in ein Umsiedlungslager umgewandelt wurde, wo die Osttimoresen festgehalten wurden. Im August 1979 wurden die männlichen Gefangenen aus Laclo in die Heimat zurückgebracht, wo sie Baracken errichteten. Im Oktober folgten die Frauen. Auch im Ort Laclo gab es Ende 1979 ein indonesisches Lager für Osttimoresen, die zur besseren Kontrolle von den indonesischen Besatzern umgesiedelt werden sollten. Die entlegenen Gebiete des damaligen Subdistrikts wurden entvölkert. Die Einwohner des Ortes Laclo durften nur in nächster Umgebung auf dem steinigen Untergrund Ackerbau betreiben. Fast täglich starben Menschen an Hunger und Krankheit, bis ihnen 1980 von der indonesischen Armee wieder erlaubt wurde, ihre Felder außerhalb wieder zu bewirtschaften.
Am 6. September 1999 rechneten die Einwohner von Laclo mit einem Angriff durch die pro-indonesische Mahodomi-Miliz und die indonesische Armee. Die Menschen flohen in die Wälder, kehrten dann aber später am Tag wieder in ihre Häuser zurück. Am nächsten Tag flohen sie erneut, als Polizei und Militär öffentliche Gebäude niederbrannte und die Miliz durch die Straßen patrouillierte. Mindestens vier Menschen wurden ermordet, zahlreiche andere durch Schüsse verwundet.

## Politik
Bei den Wahlen von 2004/2005 wurde Cipriano Correia Ximenes zum Chefe de Suco gewählt. Bei den Wahlen 2009 gewann Sergio R. R. Pereira und 2016 Filomeno R.P. Correia.